# 电容器
电容器（英文：capacitor，又稱為condenser）是將電能儲存在電場中的被動電子元件。电容器的儲能特性可以用電容表示。在電路中鄰近的導體之間即存在電容，而電容器是為了增加電路中的電容量而加入的電子元件。
電容器的外型以及其構造依其種類而不同，目前常使用的電容器也有許多不同種類。大部份的電容至少會有二個金屬板或是金屬表面的導體，中間有介電質隔開。導體可以是金屬箔、薄膜、燒結金屬珠或是电解质。無導電性的介電質可以增加電容器的儲電能力。常見的介電質有玻璃、陶瓷器、塑膠膜、纸、云母及氧化物。在許多的电路中都會用到電容器。電容器和電阻器不同，理想的電容器不會消耗能量。
當兩個介電質隔開的導體之間有電壓時，在介電質上會產生電場，因此正電荷會集中在一個導體，負電荷則是在另一個導體。电容器的電容定義為累積電荷和導體電壓之間的比值。国际单位制（SI）下電容的單位是法拉（F），定義為每伏特1库仑（1 C/V）。一般電容器的電容約在1 皮法拉（pF）（10−12 F）到1 毫法拉（mF）（10−3 F）。電容器的電容和導體的表面積成正比，和導體之間距離比反比。實務上，導體之間的介電質會通過微小的漏電流。而介電質的電場強度也有上限，因此電容器會有崩潰電壓。而電容器中的導體及其引脚會產生不想要的等效串聯電感及等效串联电阻。
电容器常用在電子電路中，阻隔直流電，讓交流電可以流過電容器。在類比濾波電路中，电容器可以使電源供應的輸出變平滑。在LC电路中电容器和電感器可以調諧无线电到特定的頻率。在輸電系統中可以穩定電壓及功率的流動。在早期的數位電腦中，會用电容器儲存能量的特性作為動態記憶體。

## 歷史
歷史上第一個有留下記錄的電容器由克拉斯特主教在1745年10月所發明，是一個內外層均鍍有金屬膜的玻璃瓶，玻璃瓶內有一金屬桿，一端和內層的金屬膜連結，另一端則連結一金屬球體。藉由在二層金屬膜中利用玻璃作為絕緣的方式，克拉斯特主教讓電荷密度出現明顯的提升。
1746年1月，荷蘭物理學家彼得·范·穆森布罗克也獨立發明了構造非常類似的電容器，當時克拉斯特主教的發明尚未廣為人知。由於馬森布魯克當時在萊頓大學任教，因此將其命名為萊頓瓶。
當時人們認為，電荷是儲存在萊頓瓶中的水裡；但美國科學家富蘭克林研究萊頓瓶，證明其電荷是儲存在玻璃上，並非儲存在萊頓瓶中的水裡。

## 原理

### 概要
- 電容器包括二個電極，兩個電極儲存的電荷大小相等，符號相反。電極本身是導體，兩個電極之間由稱為介電質的絕緣體隔開。電極的金屬片通常用的是鋁片或是鋁箔，若用氧化鋁來做介質的就是電解電容器。電荷會儲存在電極表面，靠近介電質的部份。由於二個電極儲存的電荷大小相等，符號相反，因此電容器中始終保持為電中性。
- 在下圖中，介電質分子因電場影響而旋轉，旋轉後產生反向的電場，因此抵消部份原有的電場，這個效應稱為電極化。

### 電容器的電容量

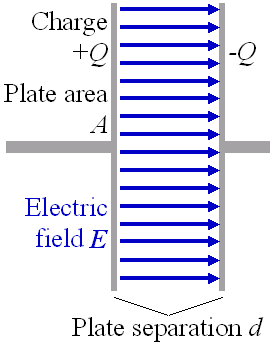
當電荷在電極上累積，在兩電極之間會產生電場，大小和所累積的電荷成正比，電場會在電容器的兩電極造成電位差V = E·d。

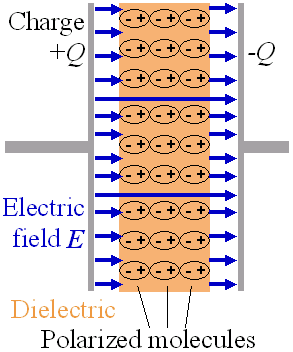
介電質分子因為電子受到電場影響，使得分子偏離平衡位置。為了說明之便，本圖加大介電質和電極的空隙，實際上介電質會直接和電極接觸。

電容器的電容（C）是測量當電容器兩端的電位差或電壓（V）為單位值時，儲存在電容器電極的電荷量（Q）：
{\displaystyle C={Q \over V}}
若根據國際單位制，若一電容器兩極施加一伏特的電壓，其儲存電荷量為一庫侖，則此電容器的電容量為一法拉（F）。在實務上，法拉是相當大的單位，電容器的電容量一般常以毫法拉（mF, 1mF = 10-3F）、微法拉（µF, 1µF = 10-6F）、奈法拉（nF, 1nF = 10-9F）或皮法拉（pF, 1pF = 10-12F）表示。
電容量和電極的面積成正比，和二電極之間的距離成反比。電容量也和二電極間介電質的相对電容率成正比。
平行板電容器的電容量如下式：
{\displaystyle C\approx {\frac {\epsilon A}{d}};A\gg d^{2}} 
其中ε是介電質的電容率，A是平板的面積，而d是二平行板間隔的距離。

### 儲能（儲存能量）
當電性相反的電荷分別在電容器的兩端累積，電容器兩端的電位差和電荷產生的電場開始增加。累積電荷越多，為抵抗電場所需要作的功就越大。儲存在電容器的能量（國際單位制中，單位為焦耳）等於建立電容兩端的電壓和電場所需要的能量。
計算電容器儲存的能量的公式如下：
{\displaystyle E_{\mathrm {stored} }={1 \over 2}CV^{2}={1 \over 2}{Q^{2} \over C}={1 \over 2}{VQ}}
V是電容兩端的電壓差。

## 電路模型及计算

### 電路與直流源
由於電容器中有絶緣的電介質阻隔，電子很難直接穿過電容器。簡單來說，當直流電流流過電容器時，電容器的一端會累積電子，另一端會流失電子，電容器則維持電中性，這樣的過程稱為充電。依不同的電介質性質而定，外電場會將電介質的正負電荷稍微分開或者按照外電場方向排列電介質分子的定向，這會在電介質的表面形成面電荷與其對應的電場，其方向與外電場相反，因此減弱外電場的實際作用，所以電介質可以增加電容器的電容。由於電容器的總電場，在電容器兩端會出現電壓。電壓V和電容器一端的絕對電荷量Q成正比，而Q是流過電容器的電流對時間的積分。其數學式如下：
| {\displaystyle I={\frac {dQ}{dt}}=C{\frac {dV}{dt}}} |  | 其中 I是流過電容器的電流，單位為安培。 {\displaystyle {\frac {dV}{dt}}}是電壓對時間的微分，單位是伏特/秒。 C是电容器件的电容值，單位是法拉。 |
|                                                      |  | 其中 I是流過電容器的電流，單位為安培。 {\displaystyle {\frac {dV}{dt}}}是電壓對時間的微分，單位是伏特/秒。 C是电容器件的电容值，單位是法拉。 |
在一個使用固定直流電壓源的電路中，電容器兩端的電壓不會超過電源的電壓。當電容器兩端的電壓已不再變動，流過電容器的電流為零時，此時已形成平衡。因此，一般會說電容器不允許直流電通過。在直流分析中，電容器當成开路（電阻無限大）。

### 電路及交流源
若流過電容器的電流由交流電壓或交流電流源產生，由於電流會週期性的變換方向，交流電流會輪流對電容器的兩極充電，電容器兩極的電荷會週期性的變化，因此在一個週期內，除了電流由正變負（或由負變正）的那一瞬間之外，通過電容器的電流均不為零。因此，一般認為電容器可允許交流電流通過。
電容器兩極的電壓和電流的積分成正比，所以若電容器通入交流的信號，相角為90度，亦即電流領先電壓90度。電壓的大小和電流成正比，和頻率和電容量C的乘積成反比。

#### 阻抗
電壓相量和電流相量的比值稱為阻抗，為一複數。電容器的阻抗只有電抗成份（即複數只有虛部，實部為0），數值如下
{\displaystyle Z_{C}={\frac {-j}{2\pi fC}}=jX_{C}}
其中：
{\displaystyle X_{C}={\frac {-1}{\omega C}}}是電容器的電抗
{\displaystyle \omega =2\pi f\,}是角頻率
f = 輸入頻率
C = 電容，單位是法拉
{\displaystyle j={\sqrt {-1}}}
若在頻域的分析中，上述電壓和電流的關係恆成立。但在時域的分析中，電壓和電流相量間的比值只有在交流穩態時才會等於{\displaystyle X_{C}}。
電容的阻抗的實部為0，虛部為負值。虛部的負數表示電流領先電壓90度的相角，這和電感恰好相反，電感的電流落後電壓90度的相角。
阻抗可以類比成電阻器的電阻。電容的阻抗和頻率成反比，若有非常高頻的電流流過電容，阻抗值幾乎為0，此時可將電容視為短路。相反地，若有非常低頻的電流流過電容，阻抗值相當大，此時可將電容視為斷路。電容許多的應用都和電容的頻率特性有關（參照"應用"）。
電容的阻抗只有電抗成份，表示理想電容不消耗能量，只儲存能量。在電子電路中有二種負載：電阻性負載會消耗其他電路輸入的能量，最後以熱的方式發散；電抗性負載則儲存能量，能量最後會再回到電路當中。
電容器的阻抗和電容成反比，這一點和電阻器（阻抗和電阻成正比）及電感器（阻抗和電感成正比）不同。因此，電容串聯和並聯的公式恰好和電阻的公式相反。電容並聯時，總電容是各電容的和；電容串聯時，總電容值的倒數是各電容值倒數的和。

#### 拉普拉斯变换（S域）
當使用拉普拉斯变换來進行電路分析時，電容阻抗在S域中為：
{\displaystyle Z(s)={\frac {1}{sC}}}
其中C為電容，而{\displaystyle s=\sigma +j\omega }為一個複合頻率。

### 電容器與位移電流
物理學家麦克斯韦在安培定律中加入位移電流{\displaystyle {\frac {d\mathbf {D} }{dt}}}，使得在像是電容充放電的情形下，安培定律可以符合電荷的守恆。馬克士威認為位移電流是因實際電荷的移動所造成，若是在真空中，則是因為以太中電偶極子的移動產生位移電流。雖然他對位移電流的想法有誤，不過在馬克士威將安培定律修正後，其結果沿用至今。

### 電容網路

#### 串聯或並聯配置
並聯的數個電容有相同的電壓。其總電容（Ceq）如下：
{\displaystyle C_{eq}=C_{1}+C_{2}+\cdots +C_{n}\,}
一般而言，電容並聯的目的是增加儲存的總能量。電容儲存的能量如下：
{\displaystyle E_{\mathrm {stored} }={1 \over 2}CV^{2}.}
串聯的數個電容會流過相同電流，但各個電容的電位差（電壓）可能不同，而電容的電壓的和會等於總電壓，電容串聯後的電容值如下：
{\displaystyle {\frac {1}{C_{eq}}}={\frac {1}{C_{1}}}+{\frac {1}{C_{2}}}+\cdots +{\frac {1}{C_{n}}}}
在電容並聯時，電容電極的有效面積變大，因此電容值增加。而在電容串聯時，相當於電容電極的距離變大，因此電容值減小。
在實際應用上，常串聯數個較低電壓電容器，來取代高電壓的電容器。例如在高電壓的電源供應器的濾波電路中，可以用三個最大電壓600V的電容器串聯。由於每個電容器只需承受總電壓的三分之一，因此串聯後的電容器可在1800V的電壓工作，而串聯後電容只有個別電容器的三分之一。有時也會將三個電容器先並聯，再將三組並聯電容器再串聯，形成一個3x3的電容器矩陣，總電容和個別電容器相同，但可以承受三倍的電壓。在上述應用時，各組電容器會再並聯一個大電阻，以確保電壓平均的分給三組電容器，並且在設備不使用時，提供電容放電的路徑。
另外一種應用則是將二顆有極性的電容反向串聯，可以代替無極性的電容使用。

### 電容器/電感器的二元性
以數學的觀點，理想電容器可以視為理想電感器的（反函數），因為若將電壓和電流對調，即可將電容器的電壓電流方程式改為電感器的方程式。二個或二個以上的導體可以因磁性耦合而形成變壓器，二個或二個以上帶電的導體也可以因靜電耦合而形成電容器。兩導體的互容（mutual capacitance）定義為當一導體的電流使得另一導體的電壓在單位時間變化一單位電壓時，該導體的電流量。

## 非理想的特性
實際的電容器和理想電容器的特性方程式有些差異。其中有些特性（像是漏電流以及雜散效應）是線性的，或者可以用近似線性的方式分析，此時就會在理想電容器的等效電路上加上一些虛擬的元件來近似這些特性，之後就可以應用線性電路分析的方式來處理電路。有些特性（例如崩潰電壓）是非線性的，就無法用線性電路分析的方式處理，就需要另外來計算這些特性的影響。還有一些特性，本身也是線性的，但是會讓電容值在分析時發生變化（例如電容和溫度的相依關係）。最後，合併的雜散效應（例如本質電抗、電阻或是介電損失）可能會讓電容器在不同頻率下有不同的特性。

### 崩潰電壓
若電容量放在在介電強度超過Eds的特定電場下，電容器的介電性會破壞，電容器會變成導體。此時的電壓稱為元件的崩潰電壓，是介電強度和電容器導體間距離的乘積
{\displaystyle V_{\text{bd}}=E_{\text{ds}}d}
電容器在正常使用下可以儲存的最大電壓會受到崩潰電壓的限制。由於電容器的尺寸，以及崩潰電壓和介電層厚度的關係，使用特定介電質的電容器都會有相似的能量密度，甚至介電質也就決定了電容器的大小。
若介電質是空氣，其崩潰電場強度約在2–5 MV/m（或kV/mm）的等級，若使用雲母，可以到100–300 MV/m，若介電質是油，可以到15–25 MV/m，若介電質是其他的材質，其崩潰電場強度會低很多。介電質一般都薄，因此電容器的崩潰電壓也因此受限。一般電容器的崩潰電壓從數伏特到1 kV。若電壓增加，介電質也要加厚，因此相同介電質的的電容，高壓電容的體積一般都會比低壓的同容值電容要大一些。
崩潰電壓受一些因素的影響很大，例如電容器導電部份的幾何形狀。尖銳的邊或是角會增加電場強度，甚至可能會造成局部的崩潰電壓。當開始崩潰時，崩潰現像會快速的穿過介電質，直到另一極的導電板為止，會留下碳，並且產生短路（或是阻抗較低）的路徑。電容崩潰可能是爆炸性的，電容從周圍的電路抽取電流，並且將其能量消耗掉。不過，有些特別介電質的電容或是薄的金屬電極在崩潰後不會造成短路，其原因是因為在大電流後，金屬熔化或是汽化了，因此崩潰後會產生斷路，不會影響電容器的其他部份。
一般的崩潰方式是電場夠大，因此可以吸引介電質中的電子，和原子分離，因而傳導電路。不過也有可能有另一種情形，像是介電層的雜質，或是介電層晶體結構的瑕疵，會造成類似半導體元件的突崩潰。崩潰電壓也會受到電壓、濕度以及溫度的影響。

### 等效電路

真實電容器的兩種電路模型

理想电容器只會儲存及釋放能量，不會消耗能量。不過實際的電容器都有一些雜質，而電容器的材料本身也會有電阻，這些會標示為等效串联电阻（ESR）。等效串联电阻會影響元件的阻抗：
{\displaystyle Z_{\text{C}}=Z+R_{\text{ESR}}={\frac {1}{j\omega C}}+R_{\text{ESR}}}
隨著頻率接近無限大，電容器的阻抗（或容抗）會減小，而會以ESR為主。當容抗可忽略，其消耗功率為PRMS = VRMS² /RESR.
和ESR類似的，電容器的導線也會產生等效串聯電感（ESL），一般只在相對高頻時才比較有影響。電感感抗是正的，會隨頻率增加，超過一定頻率後，電容會被電感所抵消。高頻電子學就需要計算所有接線以及元件的電感量。
若電容器的二個導體之間不是理想的介電質，而是導電性較低的材料，會產生微小的漏電流。因此電容器會有一個有限的並聯電阻，會慢慢的放電（放電時間依電容器材料及品質而定）。

### Q因子
电容器的品質因子（或Q因子）是特定頻率下其容抗和電阻的比例，用來量測其效率。Q值越大的電容器，其特性越接近理想電容器。
電容器的Q因子可以用下式計算：
{\displaystyle Q={\frac {X_{C}}{R}}={\frac {1}{\omega CR}}}
其中{\displaystyle \omega }是角频率，{\displaystyle C}是電容，{\displaystyle X_{C}}是容抗，{\displaystyle R}是電容器的等效電阻（ESR）。

### 漣波電流
漣波電流是電源（例如開關模式電源）的交流電流成份，其頻率可能是定值，也可能會變動。漣波電流會使電容器發熱，原因一方面是因為介電質上電場變化造成的能量損失，再加上電流通過有微小電阻的導線或電解質的損失。等效串聯電阻（ESR）就是考慮這些損耗的影響。
有些種類的電容，包括铝和鉭的电解电容，以及一些薄膜電容的規格會包括最大的漣波電流：
- 若是用固態二氧化錳為介電質的鉭質電容器，其允許漣波電流有一定限制，在電容中的ESR也是最高的。若漣波電流超過額定值，會造成短路，並且損毀其他元件。
- 铝电解电容是最常用的电解电容，若漣波電流較高，其壽命會降低。若漣波電流超過額定值，電容會爆裂。
- 陶瓷电容一般沒有漣波電流的限制，其ESR最小。
- 薄膜電容（英语：film capacitor）的ESR也非常低，但若漣波電流超過額定值，會造成電容的退化。

### 電容量穩定性
有些電容的電容量會隨著元件老化而下降。針對陶瓷电容而言，電容量的下降是因為介電質的劣化而造成。介電質種類、環境溫度以及儲存溫度都會影響老化，工作電壓的影響比較小，一般電容的設計也都會讓電壓係數降到最小。元件老化的過程可以透過將元件加熱超過居里点來改善。在元件剛開始工作時，老化的最快，之後會隨著時間而漸漸穩定。电解电容會隨著電解液的蒸發而老化，和陶瓷电容不同，其老化主要是元件壽命的末期出現。
電容量和溫度的關係一般會用ppm 每°C來表示。一般會是範圍很廣的線性函數，但在溫度極值時會有明顯的非線性。溫度係數可能是正，也可能是負，甚至同一型電容的不同樣品之間，溫度係數有正有負，因此，溫度係數的範圍可能會包括零在內。
陶瓷电容或是較早期的紙電容，會吸收音波，產生颤噪效應。振動會移動電容中的導電板，讓電容量變化，因此產生交流電流。有些介電質也會有壓電效應。所形成的干擾在音響應用中是麻煩的問題，可能會造成回授。若是反向的颤噪效應，因為電場改變，會對電容中的導電板施力，類似揚音器。會產生人耳可聽到的聲音，但是會消耗能量，也會增加介電質（或是電解液）中的電應力。

### 電流反向及電壓反向
當電容器的電流改變方向時，就會有電流反向（current reversal）的情形。電壓反向（voltage reversal）則是相關電路改變極性時會有的現象。電壓反向一般會描述成最大額定電壓的百分比。在直流電路中，一般會小於100%，多半是在0至90%之間，不過交流電路就會有100%。
在直流電路以及脈波電路中，電流反向及電壓反向會受到系統的阻尼所影響。若是欠阻尼的RLC电路，會有電壓反向的情形。電壓和電流變換方向，形成由电感和電容組成的諧振子。此時電壓和電流會振盪，而且會正向反向切換幾次，每一次的振幅會比原來要小，最後系統會平衡，一般會稱為振鈴效應。而臨界阻尼或是過阻尼的系統不會有電壓反向。在交流電路中也有反向的情形，在正向及反向的峰值電流相同。
為了延長電容器的壽命，電容器需要可以承受系統會產生的最大反向量。交流電路可能會有100%的電壓反向，而欠阻尼的直流電路反向量會小於100%。反向會造成介電質額外的電場，讓介電質及導體發熱，也會大幅縮短電容器的壽命。反向額定也會影響電容器的設計考量，包括介電材料的選用，以及內部材料的電壓額定選擇。

### 介電質吸收
電容器會依其使用的介電質不同，會有不同程度的介電質吸收現象。在電容器放電後，並且切斷電源，短暫時間後會因為介電質的磁滯效應而產生電壓。若是精密的取樣保持電路或是計時用的電路，介電質吸收會影響其電路的運作。介電質吸收的程度和許多因素有關，因為磁滯效應和時間有關，其中也包括設計時對充電時間的考量。不過主要因素是和介電質的材料有關。像鉭質電解電容或是聚砜薄膜電容的介電質吸收效應較大，而聚苯乙烯或聚四氟乙烯介電質的介電質吸收效應就很小。有些應用（例如閃光管、电视机及去顫）所使用的電容器可能會帶有危險的電壓及能量，電容器在斷電後可能會因為介電質吸收而帶有危險性的電壓。任何儲能到10焦耳的電容器即有危險性，若儲能到50焦耳以上，有可能會致命。電容器可能在放電後幾分鐘，還有其原始電量的1%至20%，因此一個看似安全的電容器其實可能具有相當的危險性。

### 漏電流
漏電流（Leakage）可以等效為在電容器上並聯一個電阻。電容器暴露在高溫下，可能會破壞其介電質，造成過量的漏電流，這是早期真空管電路常見的問題，特別是使用油浸紙電容器或是金屬箔電容器的情况。在許多真空管電路中，會用級間耦合電容器來將變動的信號從真空管的一極到下一級的柵極電路。漏電流大的電容器會讓柵極電壓較其正常設定值要高，產生過大的電流，或是讓下一級真空管的信號扭曲。若是功率級真空管，甚至會讓柵極板發紅，或是讓限流電阻過熱，甚至於失效。在固態（電晶體）放大器中仍有類似考量，不過因為發熱較真空管要少，而且使用現代的聚酯電介質材質作為屏障，這種問題已經比較少見。

### 長久未使用後的失效
鋁電解電容供應商在製造電容器時，會提供足夠的電壓，使其內部處於適當的初始化學狀態下，提供電壓的步驟稱為活化（conditioned）。有電解電容的電路若正常使用，會讓電容維持在活化狀態下，若有電解電容器的電路長期沒有通電，需要重新活化，方式是以較低的電壓通電一段時間，否則，在下次以正常電壓送電時，電容器可能會失效而短路。

## 電容器種類
目前市面上已可購得許多不同型式的電容器。可分為許多不同的型式。內部介電質的種類、電容器極板結構以及元件的包裝都會大幅影響電容器的特性，以及其應用場合。
電容器的容值可以小到非常低（例如小到數pF的範圍，理論上電容器的容值還可以更小，但在電路中的雜散電容會是限制因素），最大可以到5 kF的超級電容器。
大約超過1 μF的電容器就會選用电解电容，原因是體積較小，價格比其他型式的要便宜，不過也有些場合，會因為電解電容的穩定性及壽命較佳，或是其極性元件的特性而需要改用其他的電容器。非常高電容量的超級電容器使用有孔的碳基電極材料。

### 介電質

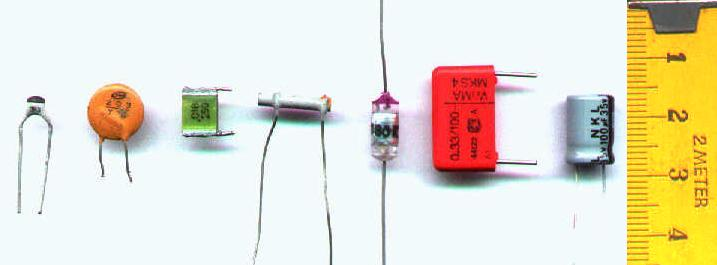
不同種類的電容器。左起：積層陶瓷電容、圓板形陶瓷電容、積層形聚酯電容、管形陶瓷電容、聚苯乙烯電容（軸向、圓板形）、金屬化膜聚合物電容、鋁電解電容，尺上的大刻度為公分。

許多的電容都會使用其他的介電質，使其電容量比在空氣中或是真空中的更大。為了使電容在相同體積下可以有最大的容值，一般會希望介電質的电容率越高越好，击穿电压越高越好，介電質在不同頻率下的損失越低越好。
不過，也有一些低容值的電容是在兩電容極板之間為真空，沒有介電質，其好處是可以在很高的電壓下運作，損失很小。在收音機調諧電路中有用到可變電容，其極板之間的介電質是空氣。近來的設計則是在活動極板及靜止極板之間用高分子軟板的介電質，兩極板之間沒有很明顯的氣隙。
有許多固態的介電質，例如纸、塑料、玻璃、云母及陶瓷。
在早期的電容器中，常會用纸為介電質，其工作電壓可以比較高。但紙會吸收濕氣，這類的電容已被塑膠薄膜電容取代。
大部份現今使用的塑膠薄膜電容穩定性及老化特性比油浸的纸電容器要好，因此可用在計時電路中，不過因為其工作溫度及工作頻率較低，應用上會比較受限。大型的塑膠薄膜電容普遍用在抑制電路（suppression circuits）、電動機啟動電路，以及功因修正電路中。
陶瓷电容一般體積很小、價格便宜，適合高頻的應用，不過其電容值會明顯受到電壓及溫度的影響，而且很容易老化。陶瓷电容也會有壓電效應的問題。陶瓷电容可以分為其容值隨溫度變化情形可以預測的class 1 陶瓷电容器，以及可以運作在較高電壓的class 2 陶瓷电容器。現在的多層陶瓷电容多半容值誤差很小，不過有些電容在本質上有很大的容值誤差。多層陶瓷电容會有顫噪雜訊（microphonic）問題，材質多半易碎。
玻璃及雲母電容的可靠度非常高，很穩定，也可以在高溫及高壓下運作，不過其價值太貴，因此主流應用很少用到。
電解電容及超級電容都可以儲存能量，超級電容儲能效果又電解電容要好。陶瓷电容多半會用到LC电路上。

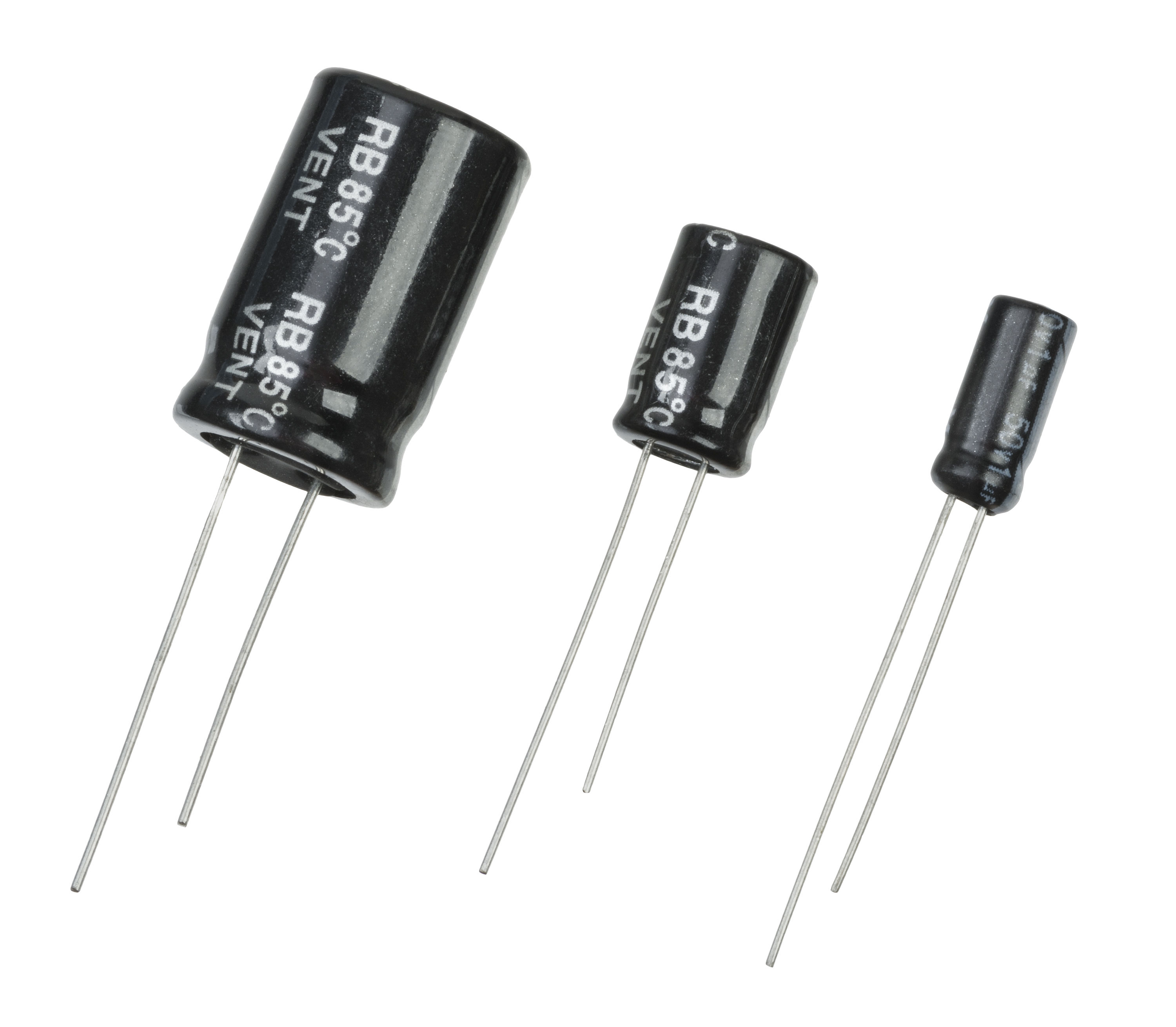
三種不同容值的鋁電解電容

電解電容中有铝或钽的極板以及氧化絕緣層。另一個電極是液態的电解质，靠金屬箔和電極相連接。電解電容的容值很大，但其電容偏差也很大，而且高度不穩定，在受熱時其容值會慢慢下降，而且有大的漏電流。低品質的電路會讓電解液漏出，傷害電路板（即為電容災難）。電解質的電導係數在低溫時會明顯下降，因此會增加等效串聯電阻。電解電容常用在許多電源調節的應用中，不過其高頻特定不佳，因此在許多應用中不適合使用。電解電容若一段時間（約一年）沒有使用，會有退化的情形，若沒有事先處理就直接全功率輸出，會發生短路，對電容器產生永久傷害，多半也會讓保險絲熔斷，或是讓整流二極體損壞。例如較舊的設備，可能讓整流真空管出現電弧。若長久沒有使用，在正式使用前漸漸的增加電壓一段時間（電容活化），就不會有退化的情形。像早期的真空管設備會用可變變壓器施加交流電源三十分鐘。不過一些固態電子設備可能不適合這樣使用，在低於正常工作電壓以下的電壓使用，可能會使元件受損，因此在供電活化電容之前，需將應用電路先切離電源。
鉭質電容的頻率特性及溫度特比比鋁電解電容要好，但介電吸收及漏電流都較大。
聚合物電容（OS-CON, OC-CON, KO, AO）用固態導電的聚合物（或聚合的有機半導體）為電極，有較長的壽命以及較低的等效串联电阻，但價值比標準的電解電容要貴。
饋通電容是用于通过外壳或印刷电路板传送信号的导体，电容量很小。
也有些適用於一些特殊應用的電容。超級電容可以儲存大量的能量，其材質是由碳的气凝胶、奈米碳管或是多孔電極材料製成，有非常高的容值（ 截至2010年的數據可以到 5 kF），在一些應用中可以代替蓄電池使用。交流電電容是設計在市電交流電壓下工作的電容，多半用在电动机相關電路，也有較大的電流量，因此體積也比較大。交流電容多半都有堅固的金屬外殼，方便接地。一般這種電容的直流崩潰電壓至少會設計在最大交流電壓的五倍以上。

### 型式

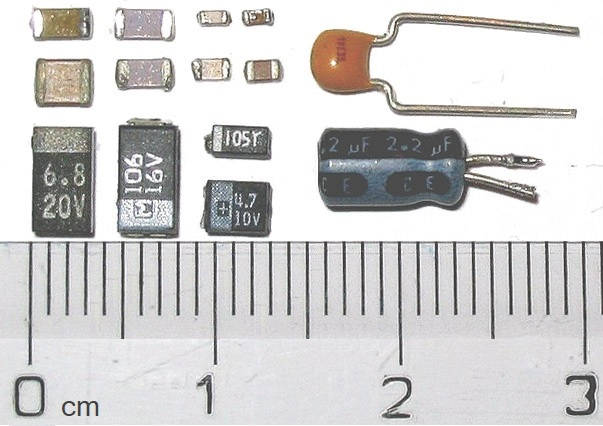
電容封裝：左上方是SMD陶瓷電容，左下方是SMD鉭質電容，右上方是通孔插装技术鉭質電容，右下方是通孔插装的電解電容。圖中尺的大刻度是公分

依照電容額定不同，電極板及介電質的配置也有許多不同的型式。若電容器容值較小（μF或更小），陶瓷碟型電容會有金屬的鍍層，導線的引線會焊接在鍍層上。較大容值的電容會用多層電極板或碟型的層疊方式，較大容值的電容一般會用金屬箔或是鍍在介質箔表面的金屬薄膜層來做為電極板，以及用浸漬過介電材料的電絕緣紙或塑膠形的的絕緣層。一般這些箔或薄膜會層疊捲起來以節省空間。為了減少長電極板的串聯電阻及電感，電極板及介電質的配置會讓引線接在圓筒狀捲曲箔某一側的圓，而不是接在捲曲箔的末端。
電容在組裝時會將內部包裹起來，避免濕氣進入介電質。早期的無線電設備是用用蠟密封的紙板管。現代的紙質或是薄膜電容會浸入硬質熱塑性塑料中。高壓的大電容會將捲曲箔壓縮，使其可以裝入長方體的外殼中，有螺栓連接的端子和襯套進行連接。較大容量的電容一般其內部會浸入液體以提昇其性能。

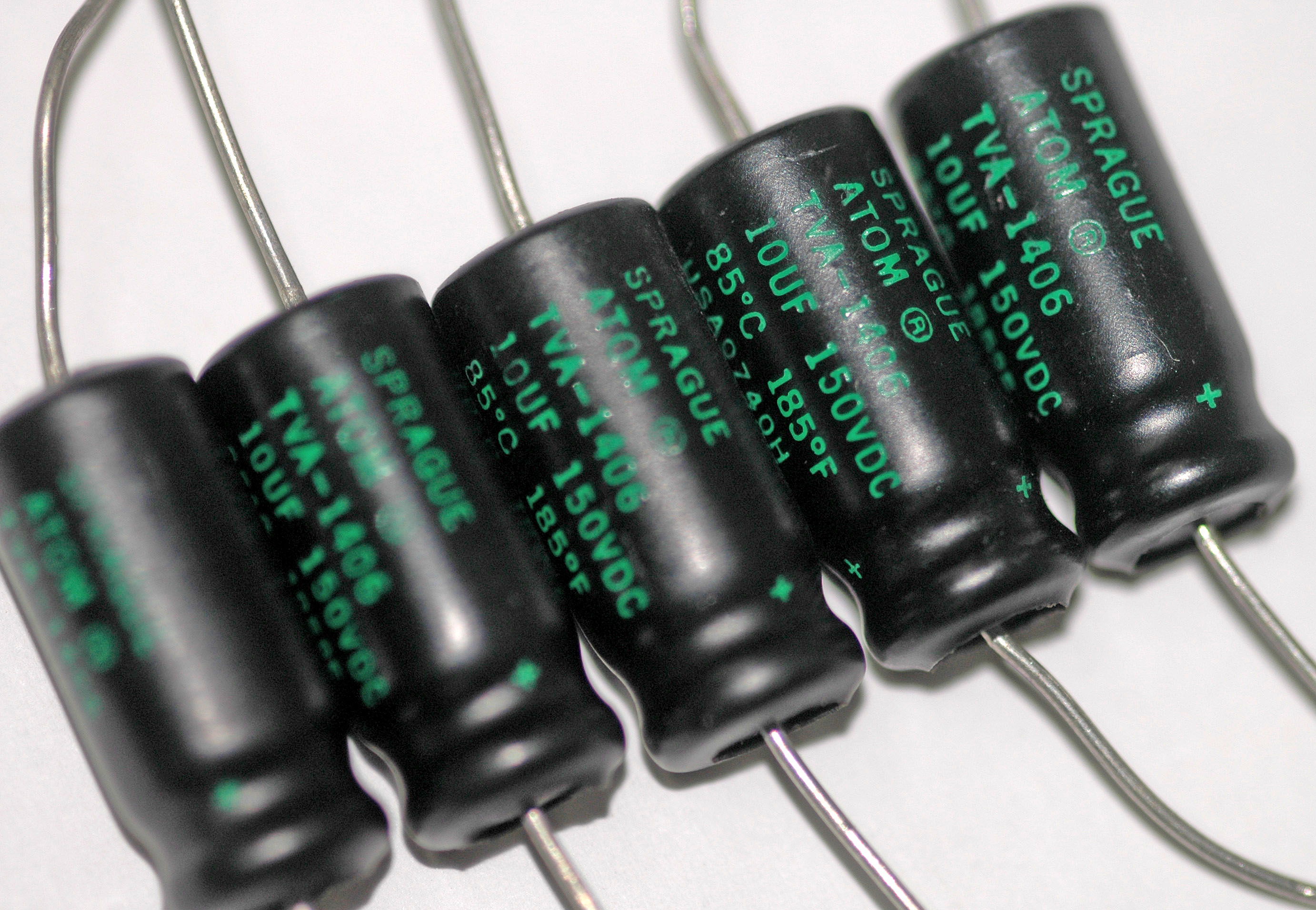
幾個軸向引線的电解电容

電容器的引腳也有許多不同的組態，例如軸向（axially）或徑向（radially）的。軸向引線表示二個引線在同一直線上，一般也就是圓柱型電容器的軸，二個引線分別在圓柱型兩側圓形的圓心位置。徑向（radially）引線不是延著圓柱形的半徑往外延伸，只是二個引線會放在圓柱型某一側的圓上，離圓心有一段距離的位置，兩引線也會互相平行。
小型、價格便宜的碟型陶瓷電容自1930年代起就開始使用，現今仍廣泛使用。1980年代起，許多小容量的電容已普遍使用表面安装技术（SMD）的封裝。此封裝方式的體積非常小，而且沒有引線，可以直接銲接在印刷电路板上。SMD的電容元件避免了因為引線而產生的高頻效應，也簡化自動化的生產，不過也因為尺寸小，人工焊接會比較困難。
機械性可控變容器的電極板位置可以調整，例如是用移轉或是滑動的方式，使活動電極板對正（或不對正）固定的電極板。低成本的變容器會讓鋁板及塑膠板交錯排列，再配合電子微調器。變容二極體（varactor、varicaps）可以用電氣方式控制電容量，是耗散區（depletion region）隨電壓改變的反向偏壓二極體，常用在锁相环及其他應用中。

## 應用
電容器在電子電機系統中有許多種用途。

### 能量儲存
當電容器和其充電線路分離後，電容器會儲存能量，因此可作為電池，提供短時間的電力。電容器常用在配合電池使用的電子設備中，在更換電池時提供電力，避免儲存的資料因沒有電力而消失。
電容器也常用在電源供應器中，可緩和全橋或半橋整流器的輸出。電容器也可用在電容泵浦（charge pump）電路中，儲存能量，以產生比輸入電壓更高的電壓。
在許多的電子設備及較大的電力系統〔如工廠〕中，為了提供信號電路或控制電路一個“乾淨的”的電源，常將電容器和電源電路並聯。如音響系統會用數個電容去除由電源線上傳來60Hz的訊號。電容可儲存直流的電源，同時讓電源的交流電流有旁路的路徑。在車用音響系統中，就常使用電容器來補償蓄電池瞬時輸出功率的不足。

#### 功率因数更正（改善）
電容器可使用在需要功率因数更正的場合中，在這種情形時，常常是三個電容器配合三相的負載使用。此時電容器的單位不用法拉計算，而是使用無功功率（Reactive Power），單位為乏（VAR）。加入電容器的目的是因抵消馬達或日光燈等電感性負載的影響，使負載儘量接近電阻性負載。
VAR = V2 × 2 π f C 

上述公式中V：電壓（V），f：頻率（Hz），C：電容量（F）
如改使用千乏（kVAR）與微法拉（μF）為單位，則公式變成：

kVAR ＝ V2 × 2 π f C × 10-6 ÷ 1000 ＝ V2 × 2 π f C × 10-9

### 過濾、濾波

#### 信號耦合
由於電容器阻隔直流信號通過的特性，電容器常用來過濾信號直流的部分，只留下交流的信號，稱為交流耦合（有時也會用變壓器來達到類似目的）。用在交流耦合用途的電容器會有較大的電容量，其電容值不需很精確，但在信號交流成份流過時，電容需有低的感抗值。为这种用途被设计成适合穿过一个金属控制板的电容，被称为穿心电容，在电路图上穿心电容与其他电容器的符号有细微的差别。

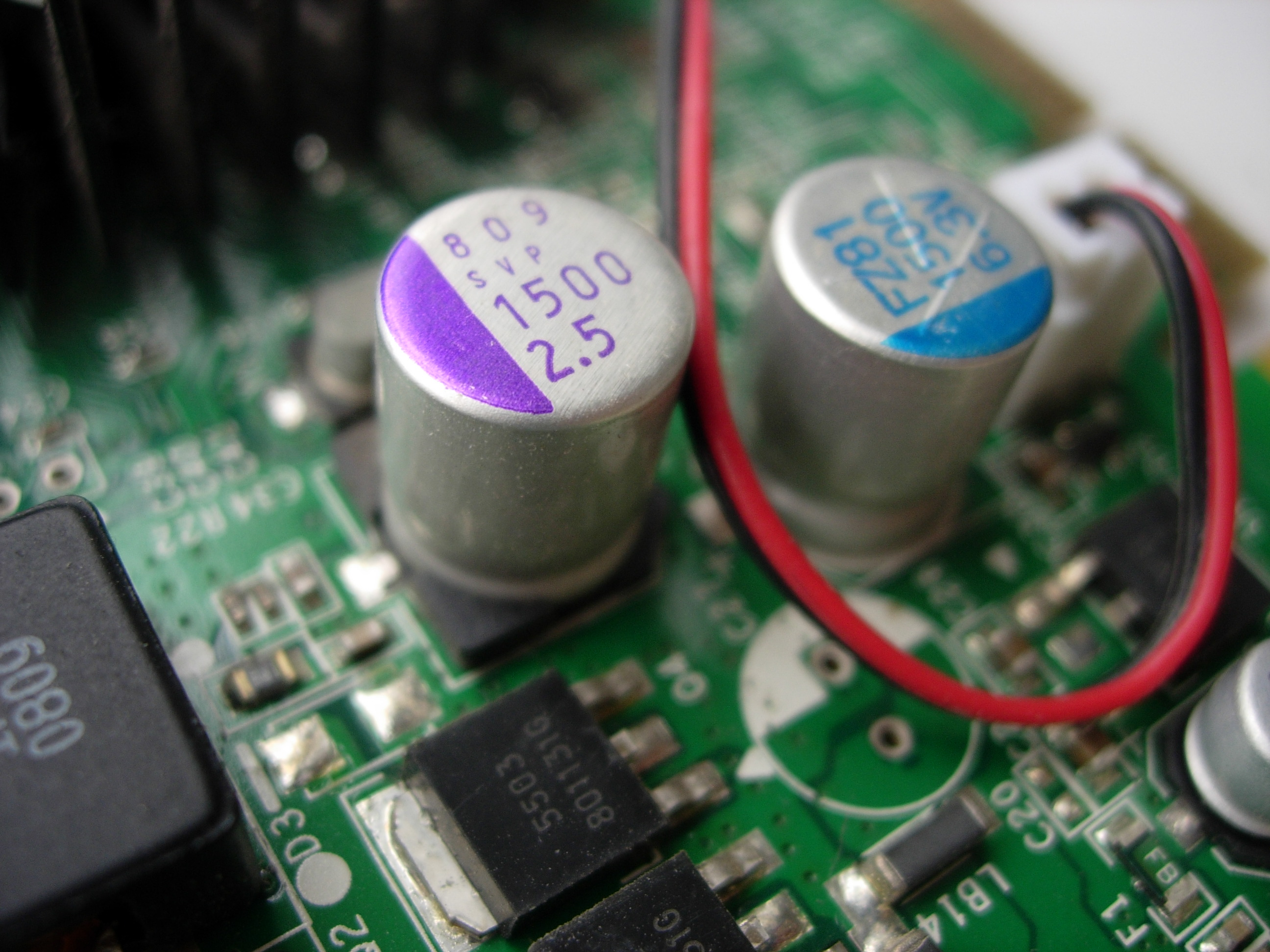
在显卡上的电容器

#### 雜訊過濾器、馬達啟動器及減震緩衝器
當電感有電流流過，而瞬間開關開路時，因開關無法流過電流，電感電流瞬間降到零，會在開關或繼電器兩端產生高電壓。若電感較大時，其能量會產生火花，使得接點氧化或熔化接合，或造成固態開關的損壞。若在開關旁並聯緩衝電容（Snubber capacitor），可以在開關開路時，提供電感電流路徑通過，可以延長開關的壽命。例如在汽車點火系統的斷路器就會並聯一緩衝電容。
在功率較小的系統中，產生的火花不會造成開關損壞，但產生的高電壓會產生射頻干擾（Radio Frequency Interference, RFI），若加裝緩衝電容即可減少因開關開路帶來的干擾。緩衝電容一般會串聯低阻值的電阻，可以消耗能量及降低射頻干擾。
感應馬達需要一個隨著時間變化其角度的旋轉磁場，才能正常工作。三相感應馬達可以直接由三相電源產生旋轉磁場，若是單相感應馬達，則需在啟動時加裝一電容器，利用電容器和馬達電感的相位差產生旋轉磁場，使馬達啟動，此電容稱為啟動電容。

### 信號處理
储存于电容器中的能量可用来表达信息，如电脑中的二进制形式，或开关电容电路与“水桶队列延迟线”（bucket－brigade delay lines）中的模拟形式。电容器可被应用在模拟电路中做为积分器（integrators）或更复杂滤波器的组件，也用在负反馈环路稳定性中。信号处理电路也用电容器对电路信号求积分（integral）

#### 調諧電路
電容器及電感器在調諧電路中用來選擇固定頻率範圍內的信號。例如，收音機的接收器就利用可變電容器來調整接收的頻率。
收音机所用的可变电容器通常为方形塑封，介质为塑料薄膜，通常有两个互不相连的定片和一个动片组成，容量相同的双联单抽头叠层电容，最大电容为几十nF，用于更改接收电台频率，也有其他引脚的型号，例如双抽头二双联6脚，用于调频调幅；而另一种可能出现在收音机等无线收发电路的可变电容容量较小，2个引脚，塑封，通常为数pf-数十pf，一般调好后不再调节。
收音機接收器接收的頻率是電感（L）和電容（C）的函數，其式如下：
{\displaystyle f={\frac {1}{2\pi {\sqrt {LC}}}}}
此頻率是RLC串聯電路的共振頻率。

### 其他應用

#### 感測器應用
電容器的應用多半不會改變其物理結構，而是利用電容器的特性來改變電壓或電流。不過在固定電壓下，若改變介電質的物理特性或電子特性，電容器也可用在感測應用上。若使空氣可以滲透到電容器的介電質中，可用電容器測量空氣的濕度。用可撓性的平板製作的電容器則可測量應力或壓力。在電容式麥克風中，電容一端可隨空氣壓力而位移，另一端固定，則可用電容作為聲音的感測器。
有些加速計使用晶片上蝕刻的微機電電容來測量加速度的方向及大小。如此用在傾斜儀或汽車安全氣囊的感測器中，測量加速度的變化。

#### 脈衝功率及武器應用
電感值低、耐高電壓的大電容組（capacitor banks）常用來提供脈衝功率應用需要的大電流。這類的應用包括了电磁成形（electromagnetic forming）、Marx脈衝發生器、脈衝雷射（尤其是TEA雷射）、脉冲形成网络、雷達、核融合研究及粒子加速器。
大型电容组被用做桥梁爆破炸药、核武器里面的起爆装置和其他特殊武器里面。利用电容组作为电磁式装甲（electromagnetic armor）、动能混合型弹药（railguns）和轨道一线圈混合发射器的电源的试验性工作正在进行。

## 電容的潛在危險及安全性
在電容充電後關閉電源，電容內的電荷仍可能儲存很長的一段時間。此電荷足以產生電擊，或是破壞相連結的儀器。一個拋棄式相機閃光模組由1.5V AA 乾電池充電，看似安全，但其中的電容可能會充電到300V，300V的電壓產生的電擊會使人非常疼痛，甚至可能致命。
許多電容的等效串聯電阻（ESR）低，因此在短路時會產生大電流。在維修具有大電容的設備之前，需確認電容已經放電完畢。為了安全上的考量，所有大電容在組裝前需要放電。若是放在基板上的電容器，可以在電容器旁並聯一洩放電阻。在正常使用時，洩放電阻的漏電流小，不會影響其他電路。而在斷電時，洩放電阻可提供電容放電的路徑。高壓的大電容在儲存時需將其端子短路，以確保其儲存電荷均已放電，因為若電容在安裝時突然放電，產生的電壓可能會造成危險。
大型老式的油浸電容器中含有多氯聯苯（poly-chlorinated biphenyl），因此丟棄時需妥善處理，若未妥善處理，多氯聯苯會進入地下水中，進而污染飲用水。多氯聯苯是致癌物質，微量就會對人體造成影響。若電容器的體積大，其危險性更大，需要格外小心。新的電子零件中已不含多氯聯苯。
高電壓的電容器若在啟動時加入緩啟動的機制，限制其突入電流，可以延長其設備壽命，提升元件可靠度，也可以避免高電壓下造成的危害。

### 高电压电容潜在的危險
在高电压和强电流下工作的电容有着超出一般的危险。
高电压电容在超出其标称电压下工作时有可能发生灾难性的损坏。绝缘材料的故障可能会导致在充满油（通常这些油起隔绝空气的作用）的小单元产生电弧致使绝缘液体蒸发，引起电容凸出、破裂甚至爆炸，而爆炸会将易燃的油弄的到处都是、起火、损坏附近的设备。硬包装的圆柱状玻璃或塑料电容比起通常长方体包装的电容更容易炸裂，而后者不容易在高压下裂开。
被用在射频电路中和长期在强电流环境工作的电容会过热，特别是电容中心的卷筒。即使外部环境温度较低，但这些热量不能及时散发出去，集聚在内部可能会迅速导致内部高热从而导致电容损坏。
在高能环境下工作的电容组，如果其中一个出现故障，使电流突然切断，其他电容中储存的能量会涌向出故障的电容，这就即有可能出现猛烈的爆炸。
高电压真空电容即使在正确使用时，也会发出一定的X射线。适当的密封方式、熔斷機制（fusing）和预防性维护会帮助减少这些潜在的危险。

### 引用
1. ↑  Bird, John. . Routledge. 2010: 63–76  [2013-03-17]. ISBN 9780080890562. （原始内容存档于2022-04-28）.
2. ↑  Floyd, Thomas.  7th. Upper Saddle River, NJ: Pearson Education. 1984–2005: 10. ISBN 0-13-127827-4.
3. ↑  https://web.archive.org/web/20060828235438/http://www.ttc-cmc.net/~fme/captance.html
4. ↑  .   [2019-09-03]. （原始内容存档于2019-12-28）.
5. ↑  Ulaby 1999，第170頁.
6. ↑  Pai, S. T.; Qi Zhang. . Advanced Series in Electrical and Computer Engineering 10. World Scientific. 1995  [2013-03-17]. ISBN 9789810217143. （原始内容存档于2022-04-28）.
7. ↑  Dyer, Stephen A. . John Wiley & Sons. 2004: 397  [2013-03-17]. ISBN 9780471221654. （原始内容存档于2022-04-28）.
8. ↑  Scherz, Paul.  2nd. McGraw Hill Professional. 2006: 100  [2013-03-17]. ISBN 9780071776448. （原始内容存档于2022-04-28）.
9. ↑  Inuishi, Y.; Powers, D.A. . J. Appl. Phys. 1957, 28 (9): 1017–1022. Bibcode:1957JAP....28.1017I. doi:10.1063/1.1722899.
10. ↑  Reed, C.W.; Cichanowski, S.W. . IEEE Transactions on Dielectrics and Electrical Insulation. 1994, 1 (5): 904–922. doi:10.1109/94.326658.
11. ↑  Klein, N.; Gafni, H. . IEEE Transactions on Electron Devices. 1966, 13 (2): 281–289. Bibcode:1966ITED...13..281K. doi:10.1109/T-ED.1966.15681.
12. ↑  Belkin, A.;  et al. . Scientific Reports. 2017, 7 (1): 932. Bibcode:2017NatSR...7..932B. PMC 5430567 . PMID 28428625. doi:10.1038/s41598-017-01007-9.
13. ↑  Bird, John. . Routledge. 2007: 501  [2013-03-17]. ISBN 9780750681391. （原始内容存档于2022-04-28）.
14. ↑  Ulaby 1999，第169頁.
15. ↑  . Johanson Dielectrics. 2012-05-21  [2013-03-17]. （原始内容存档于2012-12-26）.
16. ↑   (PDF). Engineering Bulletin 96-004. Sorrento Electronics. 2003-11  [2013-03-17]. （原始内容 (PDF)存档于2014-07-14）.
17. ↑  Kaiser, Cletus J. . Springer Science & Business Media. 6 December 2012  [2019-09-05]. ISBN 978-94-011-8090-0. （原始内容存档于2022-05-20）.
18. ↑  Xenon Strobe and Flash Safety Hints （页面存档备份，存于）. donklipstein.com. May 29, 2006
19. ↑  Electronics. McGraw-Hill 1960 p. 90
20. ↑  Prutchi, David. . John Wiley & Sons. 28 February 2012: 10  [2022-11-28]. ISBN 978-1-118-17070-0. （原始内容存档于2022-04-28）.
21. ↑  Dixit, J. B.; Yadav, Amit. . Laxmi Publications, Ltd. 2010: 63  [2019-09-05]. ISBN 978-93-80386-74-4. （原始内容存档于2022-04-28）.
22. ↑  Winburn. . CRC Press. 13 November 1989: 189  [2019-09-05]. ISBN 978-0-8247-8240-5. （原始内容存档于2022-04-28）.
23. ↑  Ho, Janet; Jow, T. Richard; Boggs, Steven. . IEEE Electrical Insulation Magazine. Jan 2010, 26 (1): 20–25  [2020-03-16]. doi:10.1109/mei.2010.5383924. （原始内容存档于2020-05-15）.
24. ↑  Guinta, Steve. . Analog Devices.   [2013-03-17]. （原始内容存档于2013-02-26）.

## 外部連結
- Capacitance and Inductance （页面存档备份，存于） - a chapter from an online textbook
- Practical Capacitors and other Electronics for Robotics
- Caltech: Practical capacitor properties
- FaradNet: The Capacitor Resource
- BadCaps.net: how shoddily-made capacitors cause computer faults （页面存档备份，存于）
- MAXFARAD Capacitors
- NessCap, maker of 5000 farad capacitors （页面存档备份，存于）
- General Atomics Electronic Systems, inc. High Voltage Pulsed Power Capacitors and Systems. （页面存档备份，存于）
- Skeleton NanoLab, Research & Development of advanced capacitors
- Howstuffworks.com: How Capacitors Work （页面存档备份，存于）
- CapSite 2006: Introduction to Capacitors （页面存档备份，存于）
- AC circuits （页面存档备份，存于）
- Capacitor Tutorial （页面存档备份，存于） - Includes how to read capacitor temperature codes
- The Principle and the Performance of a Combined Rail -coil Launcher （页面存档备份，存于） - 有关railgun的描述
- china capacitor information network （页面存档备份，存于）